# Neurokinin A
Neurokinin A, früher auch Substanz K genannt, ist ein Peptid aus der Gruppe der Tachykinine. Das aus zehn Aminosäuren bestehende Peptid kommt zumeist zusammen mit dem Tachykinin Substanz P insbesondere im Zentralnervensystem, im Rückenmark und im Magen-Darm-Trakt vor. Neurokinin A wurde 1983 von Kimura und Mitarbeitern entdeckt und erstmals beschrieben.

## Biochemie

### Biosynthese
Neurokinin A ist ein Dekapeptid mit der Sequenz His-Lys-Thr-Asp-Ser-Val-Phe-Gly-Leu-Met-NH2. Es wird, wie auch Substanz P, durch das TAC1-Gen codiert. Zwei der Spleißvarianten dieses Gens, β- und γ-Präprotachykinin A, können als Vorstufen von Neurokinin A dienen.

### Abbau
Neurokinin A wird im menschlichen Organismus vorrangig mit Hilfe des Enzyms Enkephalinase abgebaut.

## Funktion
Die zentrale Rolle des Neurokinin A ist die eines Neurotransmitters und Neuromodulators im Nervensystem. Außerhalb des Zentralnervensystems fördert Neurokinin A eine Konstriktion der Bronchialmuskulatur und wird mit der Entstehung entzündlicher Atemwegserkrankungen, wie beispielsweise Asthma, in Verbindung gebracht. Auf molekularer Ebene vermittelt Neurokinin A seine Effekte vorrangig über eine Aktivierung des Tachykinin-Rezeptors NK2. Arzneistoffe, welche diesen Rezeptor hemmen, werden als potenzielle Therapeutika obstruktiver und entzündlicher Atemwegserkrankungen untersucht.